# اللغة العمونية
اللغة العمونية هي لغة كنعانية بائدة لشعوب العمونيين المذكورين في الكتاب المقدس، والذين كانوا يعيشون في العصر الحديث في الأردن والتي سميت عاصمتها عمان نسبةً إليهم. صنف المستشرق الإيطالي جيوفاني غاربيني اللغة العمونية كلغة منفصلة لأول مرة في عام 1970.